# Robert Rens
Robert Louis Adolphe Aimé Jules Ghislain Rens (Geraardsbergen, 27 augustus 1901 - aldaar, 13 februari 1992) was een Belgisch notaris, rechtsgeleerde, hoogleraar en burgemeester.

## Biografie
Robert Rens was een zoon van Frans Rens, notaris en burgemeester van Geraardsbergen, en Julie Mahieu.
Hij promoveerde in 1926 tot doctor in de rechten en kandidaat-notaris aan de Université libre de Bruxelles. Vervolgens werd hij advocaat bij het hof van beroep in Brussel. In 1932 werd hij assistent aan de ULB. In de daaropvolgende twee jaren werd belast hij met verschillende praktijkcursussen in het Nederlands die de ULB inrichtte om haar studenten te laten voldoen aan de taalwetgeving. Tijdens de Tweede Wereldoorlog weigerde Rens zijn onderwijs te hervatten na schorsing van de leergangen door de raad van beheer. Er werd hem in januari 1942 een verbod op wetenschappelijke vorming aan studenten te geven opgelegd. Hij zette zijn onderwijsactiviteiten echter in het geheim verder en werd in november 1942 verklikt, waardoor hij enkele dagen in de gevangenis van Sint-Gillis en enkele maanden in de citadel van Hoei verbleef. Na zijn gevangenschap schreef Rens studenten in als bedienden op zijn notariskantoor zodat hij hen kon voorbereiden op de centrale examencommissie. Van 1967 tot 1969 was hij decaan van de faculteit Rechtsgeleerdheid. Bij de oprichting van de Vrije Universiteit Brussel in 1969 koos hij voor deze universiteit en was hij van 1969 tot 1971 de eerste decaan van de faculteit Rechtsgeleerdheid van de Nederlandstalige Brusselse universiteit.
Op 25 mei 1939 nam hij het notariaat van zijn vader over. Zijn zoon Jean-Louis Rens (1932-2023) volgde hem op 19 september 1966 op. Hij bekleedde verschillende functies bij de Kamer van Notarissen en de Federatie der Notarissen, waarvan hij van 1954 tot 1957 vicevoorzitter was. Hij was met Jean Van Houtte en Zeger Van Hee medeoprichter van het Tijdschrift voor Notarissen.
Rens was net zoals zijn vader actief in de gemeentepolitiek van Geraardsbergen. Hij was er namens de Liberale Partij van 1946 tot 1954 schepen en van 1953 tot 1958 burgemeester.